# Joachim Kolbe
Joachim Kolbe (* 11. Februar 1949 in Berkenbrück; † 18. März 2003) war ein deutscher Politiker (SPD).

## Leben und Beruf
Kolbe machte von 1965 bis 1968 eine Ausbildung zum Betriebsschlosser, in deren Rahmen er auch das Abitur erwarb. Zwischen 1970 und 1980 arbeitete er als Schlosser. Von 1978 bis 1983 studierte er Chemieanlagenbau an der Fachhochschule Fürstenwalde und war bereits ab 1980 als Entwicklungsingenieur tätig. Nach der Wende in der DDR arbeitete er zunächst bis 1994 als Versicherungskaufmann und war dann bis zu seiner Wahl in den Landtag 1999 Mitarbeiter eines Bundestagsabgeordneten. Kolbe war verheiratet und Vater von drei Kindern.

## Politik
Kolbe wurde 1990 erstmals in die Stadtverordnetenversammlung von Fürstenwalde gewählt. Er gehörte der Versammlung bis 2003 als Vorsitzender der SPD-Fraktion an. 
Bei der Landtagswahl in Brandenburg 1999 wurde er als Direktkandidat der SPD im Wahlkreis 31 (Oder-Spree II) in den brandenburgischen Landtag gewählt. Er gewann mit 32,12 % der Stimmen vor den Kandidaten von CDU und PDS, die beide fast gleichauf etwa 28 % der Erststimmen erzielten. Kolbe war Abgeordneter vom 29. September 1999 bis zu seinem Tod am 18. März 2003. Er war Mitglied des Petitionsausschusses des Landtags und im Ausschuss für Haushalt und Finanzen. Für Kolbe rückte Heidrun Schellschmidt in den Potsdamer Landtag nach.